# Millenium Team
Millenium Team était une structure française consacrée au sport électronique cofondée en 2007 par Cédric Page et Jean-Pierre Brunet, détenue par Webedia, éditeur du site d'information éponyme. Elle a fermé ses portes en 2018. Révélée au monde du gaming dans World of Warcraft par le biais de plusieurs first kills internationaux de boss, l'organisation est pionnière dans son domaine et constitue un acteur majeur de l'essor de l'esport en France et à l'international.

## Historique

### Création
En 2006, avec l'ascension fulgurante du mmorpg World of Warcraft et la croissance exponentielle du nombre de ses joueurs, Cédric Page comprend rapidement l’importance de créer en ligne une guilde ambitieuse, avec quelques uns des meilleurs personnages français et internationaux parmi les plus performants des premières années du jeu. Secondé dans son entreprise par Jean-Pierre Brunet, un joueur réputé sur la scène internationale, il parvient à faire de Millenium une référence mondiale des guildes tous serveurs confondus, cette dernière s’illustrant particulièrement par sa faculté à faire tomber avant toute autre association européenne, plusieurs des boss accessibles en raid de 40 joueurs. Il prend ensuite la décision de former une association loi de 1901 du nom de Millenium. Le site web de l'association consacré aux actualités jeux vidéo prend de l'ampleur et les premières web TV apparaissent.
En 2008, l'association prend le statut de SARL et les différentes activités sont séparées. D'un côté le portail d'actualités et la communication, et de l'autre une organisation professionnelle de sport électronique.

### League of Legends
Le 22 juin 2011, Millenium annonce le rachat de l'équipe vice-championne du monde, Against All Authority, avec des joueurs mondialement reconnus comme  Bora « YellOwStaR » Kim et Paul « sOAZ » Boyer[réf. nécessaire]. L'organisation espère une entrée digne des plus grands sur la scène nationale et européenne de League of Legends. Lors de sa première sortie internationale aux IEM Cologne 2011, Millenium performe et s'incline en demi-finale face à Counter Logic Gaming. Quelques mois plus tard aux IEM - Global Challenge Guangzhou, l'équipe s'incline de nouveau, dès les phases de poule, face à World Elite et CLG.
Fin 2012, Millenium annonce une nouvelle équipe composée d'anciens joueurs issus des formations Curse.Eu et Eclypsia avec pour objectif la qualification en LCS EU. Malheureusement, l'équipe se heurte à Copenhagen Wolves et MeetYourMakers. Malgré cela, les joueurs offrent d'excellentes performances lors des IEM de Sao Paulo où ils parviennent jusqu'en demi-finale et lors des IEM Worlds de Hanovre où ils triomphent de l'équipe coréenne tête de série, Incredible Miracle. La formation se sépare et s'en succédent plusieurs qui ne parviennent pas à remplir les objectifs.
Millenium rachète début 2014 la formation ALTERNATE composée de Kevin « kev1n» Rubiszewski, Alvar « Araneae » Martin Aleñar, Adrian « Kerp » Wetekam, Alexander « Jree » Bergström et Jakub "Creaton" Grzegorzewski, et parvient enfin à se qualifier en LCS lors du tournoi de promotion face à Giants Gaming.
Après un début de saison 2014 mitigé, Millenium remporte les IEM Sao Paulo. Malheureusement l'équipe, dernière du championnat, doit assurer le maintien face à Ninjas in Pyjamas au terme du segment printannier. Durant le segment d'été qui s'ensuit,  la formation ne quitte pas la première partie de tableau avant de s'effondrer en quart de finale des plays-off face à SK Gaming. Après un tournoi de promotion désastreux l'aventure LCS prend fin pour la structure.
En 2015, Millenium écrase complètement la scène amateure avant de se qualifier début 2016 pour les Challenger Series. Après avoir totalement dominé la saison régulière, l'équipe dans un excès de confiance échoue de nouveau face à Cophenhagen Wolves lors du tournoi de promotion.
Entre 2016 et 2017, l'équipe Millenium remporte successivement quatre fois les Challenge France faisant de cette dernière la quadruple championne de France de League Of Legends.
En 2018, Millenium signe son grand retour sur la scène nationale League of Legends par sa participation au circuit professionnel de l'Open Tour France organisé par Riot Games et ses partenaires locaux[réf. nécessaire]. Elle ne se classe cependant qu'à la 8ème place malgré un investissement considérable dans sa formation professionnelle.
Le 6 octobre 2018, la décision est prise de dissoudre la section League of Legends après cette énième déconvenue.

### Disparition
Le 19 octobre 2018, Cédric Page annonce dans une lettre à la communauté via le site millenium.org et les réseaux sociaux la fermeture du club e-sport et le remerciement de toutes les formations encore sous contrat privilégiant désormais le développement du site éponyme devant être déployé au cours de l'année 2019 en 7 langues et sur 4 continents. Une soirée spéciale est organisée sur Lestream.fr célébrant les 12 années de succès de la structure. Le 13 octobre 2018, Webedia, maison mère de Millenium, créé LeStream E-Sport, pour "succéder" à l'équipe violette.

## Palmarès
- Vainqueur de l'ESWC 2011 Starcraft 2
- Vainqueur de la Dreamhack Valencia 2012 League of Legends
- Vainqueur de la Dreamhack Valencia 2013 League of Legends
- Vainqueur de la Dreamhack Winter 2014 Starcraft 2
- Vainqueur des WCS Season 3 2015 Starcraft 2
- Vainqueur des WCS Spring 2016 Starcraft 2
- Double champion d'Europe 2016 Call of Duty : Black Ops 3
- Champion du monde 2016 Hearthstone
- Quadruple champion de France 2016-2017 League of Legends
- Vainqueur de la Dreamhack Austin 2018 Rainbow Six Siege